# مروانة فوقاني
مروانة فوقاني (بالكردية: Merwanê Jorin‏) هي قرية سوريّة تتبع إداريّاً لمحافظة حلب منطقة عفرين ناحية جنديرس، بلغ تعداد سكانها 1,222 نسمة حسب التعداد السكاني لعام.